# 主席團
主席團（英語：presidium或praesidium，意義為「監管」、「主持」）指行政或常設的委員會，或是部分國家立法機構或其他機構多位主席的集體組織。

## 使用國家
在共產主義國家中，主席團通常是指立法機構中的常設委員會，如蘇聯的最高蘇維埃。蘇聯的最高蘇維埃主席團設立於1936年，用以取代蘇維埃代表大會與其休會期間的管理機構蘇聯中央執行委員會（冠以「中央執行委員會主席團（Presidium of the Central Executive Committee）」的稱呼），而在1947年行憲後的中華民國政府在最高權力機構國民大會中也使用主席團的稱呼。
主席團的稱呼現今可見於朝鮮民主主義人民共和國（最高人民會議主席團）與中華人民共和國（開會期間為全國人民代表大會主席團，休會期間為全國人民代表大會常務委員會）；此外波斯尼亞和黑塞哥維那的國家元首亦稱波斯尼亞和黑塞哥維那主席團。

### 实例
| 国家           | 主席团名称                 | 设置时间                    | 现任所属政党   | 现任主席团主席                                  |
| -------------- | -------------------------- | --------------------------- | -------------- | ----------------------------------------------- |
| 苏联           | 苏联最高苏维埃主席团       | 1936年至1991年              | 苏联共产党     | 米哈伊尔·戈尔巴乔夫（苏联最高苏维埃主席团主席） |
| 苏联           | 苏共中央主席团             | 1952年至1966年              | 苏联共产党     | 列昂尼德·勃列日涅夫（苏联最高苏维埃主席团主席） |
| 中华人民共和国 | 全国人民代表大会会议主席团 | 1954年至1975年 1982年至目前 | 中国共产党     | 赵乐际（全国人民代表大会会议主席团常务主席）    |
| 北韩           | 最高人民会议主席团         | 1948年至目前                | 朝鲜劳动党     | 崔龙海（最高人民会议常任委员会委员长兼任）      |
| 苏俄           | 苏俄最高苏维埃主席团主席   | 1938年至1990年              | 苏联共产党     | 鲍里斯·叶利钦（俄罗斯联邦首任总统）             |
| 外蒙古         | 国家小呼拉尔主席团         | 1921年至1991年              | 蒙古人民革命党 | 霍尔洛·乔巴山（国家小呼拉尔主席团主席）         |
|                | 波斯尼亚和黑塞哥维那主席团 |                             | —              | 米洛拉德·多迪克（原塞族共和国总统）             |
| 中華民國       | 國民大會主席團             | 1948年至2005年（停止運作）  |                |                                                 |